# Boate carioca
Boate Carioca, o Boate de Rio, es uno de los subgéneros del funk carioca en fusión con la música electrónica, desarrollado alrededor de 2017 y 2018 por artistas de funk de Río de Janeiro y Sao Paulo. Entre finales de 2019 y principios de 2020, el género ganó repercusión nacional, habiendo sido adoptado por artistas de otros géneros como Anitta y Alok, que aportaron una identidad más pop al estilo, aunque manteniendo el lirismo típico carioca.